# Phyllis Fox
Phyllis Ann Fox (Colorado, Estados Unidos, 1923) es una matemática y científica de la computación estadounidense.

## Infancia y formación
Fox se crio en Colorado. Realizó sus estudios universitarios en el Wellesley College, donde obtuvo un B.A. en matemáticas en 1944.
Entre 1944 y 1946, trabajó para General Electric como operadora de su proyecto de analizador diferencial. En 1948, obtuvo un B.S. en ingeniería eléctrica en la Universidad de Colorado. Tras ello, se trasladó al Instituto Tecnológico de Massachusetts, donde obtuvo un M.S. en ingeniería eléctrica en 1949 y un doctorado en matemáticas en 1954, bajo la dirección de Chia-Chiao Lin. Durante esta época también trabajó como ayudante en el proyecto Whirlwind en el MIT, en el equipo de Jay Forrester.

## Carrera
Entre 1954 y 1958, Fox trabajó en soluciones numéricas de ecuaciones en derivadas parciales en el UNIVAC para el Centro de Computación de la Comisión de Energía Atómica de los Estados Unidos en Instituto Courant de Ciencias Matemáticas de la Universidad de Nueva York. En 1958, siguiendo a su marido, regresó al grupo de dinámica de sistemas de Forrester en el MIT, donde formó parte del equipo que elaboró el lenguaje de programación DYNAMO.  Tras ello, se convirtió en colaboradora del primer intérprete de Lisp, y en la autora principal de su primer manual.
En 1963, se trasladó del MIT al Newark College of Engineering, donde se convirtió en catedrática en 1972. En la misma época, también fue consultora para Bell Labs, a donde se trasladó en 1973 para trabajar en PORT. Se retiró en Bell Labs en 1984.